# Wilhelm Warsch

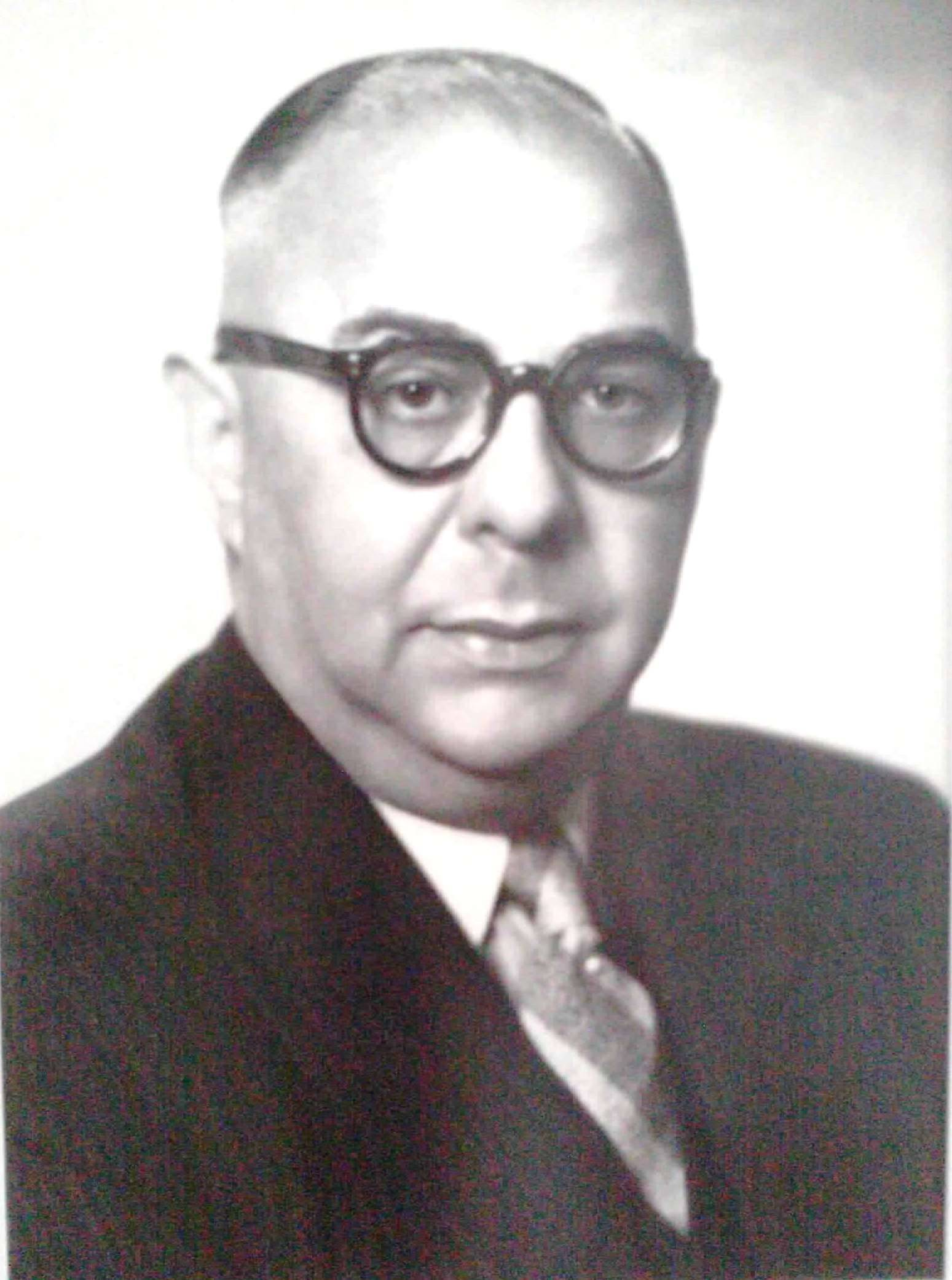
Wilhelm Warsch (um 1947)

Wilhelm Warsch (* 6. Dezember 1895 in Viersen; † 27. Dezember 1969 in Köln) war ein deutscher Kommunalbeamter, Bürgermeister und Politiker (CDU).

In seiner vom NS-Staat unterbrochenen Laufbahn gelangte er schon früh in Führungspositionen, zunächst im kommunalen, nach 1945 auch im staatlichen Bereich. Als Parteipolitiker gehörte er zur Gründergeneration der Christlich Demokratischen Union Deutschlands, ohne in ihr Karriere zu machen.

## Leben
Wilhelm Warsch war ältester Sohn der katholischen Familie des kaufmännischen Bezirksrevisors Heinrich Warsch (* 1866) und seiner Frau Maria geb. Sahl (1869–1957). Warsch besuchte die Volksschule und wurde zunächst Justizangestellter beim Landgericht in München-Gladbach (heute Mönchengladbach). Im Ersten Weltkrieg leistete er Militärdienst. Anschließend studierte er Rechts- und Staatswissenschaften an der Rheinischen Friedrich-Wilhelms-Universität Bonn. 1920 wurde er mit einer Arbeit über die Bedeutung der niederländischen Häfen und des Schelde-Rhein-Kanals für die deutsche Wirtschaft zum Dr. rer. pol. promoviert.
Ab 1920 arbeitete er zunächst in seiner Geburtsstadt Viersen und danach in Mönchengladbach in den dortigen Stadtverwaltungen. Im Jahr 1921 wurde Warsch Direktor des Wohnungsamtes in Mönchengladbach. Bereits ein Jahr später war er Stadtdirektor und Hilfsdezernent. Warsch heiratete 1923 Gerta (Gertrud) geb. Steffes. Aus der Ehe ging 1924 ein Sohn hervor.

### Laufbahn bis 1933
Spätestens während seiner beruflichen Tätigkeit in Mönchengladbach dürfte Warsch Mitglied der katholisch geprägten Zentrumspartei geworden sein. Vor diesem beruflichen und politischen Hintergrund bewarb sich Warsch erfolgreich um die Stelle des Bürgermeisters der Stadt Uerdingen, deren Stadtverordnetenversammlung, in der das Zentrum die Mehrheit (12 von 22 Mandaten) hatte, ihn am 30. Juli 1925 für eine Amtszeit von zwölf Jahren wählte; am 17. September 1925 wurde er durch den Regierungsvizepräsidenten Hermann Coßmann in sein neues Amt eingeführt.
Bereits zwei Jahre später, im Herbst 1927, konnte Warsch ein seit Jahrzehnten angestrebtes Ziel der Uerdinger Kommunalpolitik verwirklichen: die Eingemeindung von Hohenbudberg und eines Teils von Kaldenhausen. Kurz danach sollte im Zuge der kommunalen Neugliederung des Rheinisch-Westfälischen Industriegebiets die Stadt Uerdingen der Großstadt Krefeld zugeschlagen werden.
Es gelang Warsch, den Preußischen Landtag von dem Sonderweg einer zweckvereinigten Stadt in Form einer „Dachgemeinschaft“ der beiden Städte Krefeld und Uerdingen am Rhein zu überzeugen und dies im Gesetz über die kommunale Neugliederung des rheinisch-westfälischen Industriegebiets von 1929 (§§ 4–7) zu fixieren. Uerdingen wurde damit nicht nach Krefeld eingemeindet (eingegliedert). Die Stadt Krefeld-Uerdingen am Rhein war eine im deutschen Kommunalverfassungsrecht bis heute einzigartige Konstruktion, in der die beiden Städte für eine längere Zeit von bis zu 30 Jahren weitgehend ihre Eigenständigkeit als Stadtteile Krefeld und Uerdingen beibehielten. Nach Inkrafttreten des Neugliederungsgesetzes am 1. August 1929 wurde Warsch zunächst zum – gleichberechtigten – Stellvertreter des kommissarischen Bürgermeisters (dies wurde der bisherige Krefelder Oberbürgermeister Johannes Johansen) der neu gebildeten Stadt Krefeld-Uerdingen a. Rh. ernannt. Im Frühjahr 1930, im Zuge der Umsetzung der neuen Kommunalverfassung der neuen Stadt, wurde Warsch als Bürgermeister des Stadtteils Uerdingen bestätigt und zugleich Erster Beigeordneter der Gesamtstadt Krefeld-Uerdingen a. Rh.

### Nationalsozialismus
Warsch lehnte den Nationalsozialismus ab. Im Vorfeld der Kommunalwahlen am 12. März 1933 wurde er seitens der NSDAP-Ortsgruppe Uerdingen heftig angegriffen, unter anderem wegen angeblich „marxistisch-zentrumlicher“ Einstellung. Unmittelbar nach den Kommunalwahlen, bei denen die NSDAP im Stadtteil Uerdingen elf, die Kampffront Schwarz-Weiß-Rot drei von insgesamt 26 Sitzen erzielte, womit beide Parteien zusammen über die absolute Mehrheit verfügten, trat Warsch einen bereits im Februar genehmigten Erholungsurlaub an. Zeitgleich verständigten sich NSDAP und Kampffront darüber, beim Regierungspräsidenten von Düsseldorf Karl Bergemann seine weitere Beurlaubung mit dem Ziel der Amtsenthebung zu beantragen. Warsch verwahrte sich in aller Form dagegen und stellte seine nationale Gesinnung heraus: er sei stets loyal und korrekt gegenüber der NSDAP gewesen und habe sich auch gegenüber der neuen Regierung nichts zu Schulden kommen lassen, vielmehr loyal und bereitwilligst Order pariert.
Am 26. März teilte die Pressestelle des Regierungspräsidenten mit, „Warsch bleibt mit meinem Einverständnis vorläufig weiter beurlaubt“. In sein Uerdinger Amt kehrte Warsch nicht mehr zurück. Nach einem langwierigen Verfahren wurde ihm am 3. März 1934 der Erlass vom 25. Januar 1934 über seine Entlassung nach § 4 des Gesetzes zur Wiederherstellung des Berufsbeamtentums, das heißt Entlassung wegen „nationaler Unzuverlässigkeit“ zugestellt. Ein ebenfalls eingeleitetes Dienststrafverfahren gegen ihn blieb ergebnislos. Mitte 1934 beantragte er eine Umwandlung der erfolgten Entlassung gemäß § 4 in eine Zurruhesetzung gemäß § 6 des Gesetzes (wegen Verwaltungsvereinfachung), die der Minister des Innern im Juli 1935 auch aussprach, sogar rückwirkend.
Warsch war bereits am 10. Juli 1933 nach Köln umgezogen. Durch Fürsprache und Vermittlung des Kölner Erzbischofs Karl Joseph Kardinal Schulte übernahm er als Direktor und Syndikus der Krankenanstalten und caritativen Institute der Schwesterngenossenschaft des Ordens der Augustinerinnen (Zentralverwaltung Köln) deren wirtschaftliche Betreuung.

### Laufbahn ab 1945

#### Kommunale Tätigkeit in Köln
Am 16. März 1945 wurde Konrad Adenauer von den Briten wieder als Oberbürgermeister von Köln eingesetzt. Adenauer verfolgte die Erweiterung der Stadt Köln. Dabei versuchte er, den Landkreis Köln in den Stadtkreis Köln einzuverleiben. Eingemeindungen waren vorgesehen. Warsch sollte in Stellung eines städtischen Beigeordneten als Eingemeindungskommissar fungieren. Am 6. Oktober 1945 wurde Adenauer von dem britischen Brigadier John Ashworth Barraclough seines Amtes enthoben, da Adenauer, seiner Ansicht nach, das Kölner Großprojekt vor seine Pflichten gegenüber der hungernden und zerstörten Stadt Köln stellte. Nach der Amtsenthebung ließ sich Warsch zum Oberbürgermeister von Köln wählen. Die Wahl wurde aber von den Briten offiziell nicht bestätigt, sodass zunächst Willi Suth das Amt kommissarisch führte.

#### Mitbegründer der CDU
Am 17. Juni 1945 traf sich Warsch in der Breite Straße 118 im Kölner Kolpinghaus mit ehemaligen Zentrumsmitgliedern, die unter dem Namen „Christlich-Demokratische Volkspartei“ (CDVP) eine überkonfessionelle Volkspartei neuen Typs gründen wollten. Weitere Mitglieder waren Josef Baumhoff, Fritz Fuchs, Mathilde Gescher, Robert Grosche, Bernhard Günther, Sibille Hartmann, Clemens Hastrich, Josef Hellmich, Josef Hofmann, Alfred Keller, Josef Kuner, Robert Pferdmenges, Hans Pimperz, Bruno Potthast, Peter Schlack, Schlochauer, Leo Schwering, sein Bruder Ernst Schwering, die Sekretärin des Zeitungsverlegers Kurt Neven DuMont, Erika Voigt, Franz Wiegert und Karl Zimmermann. Sie richteten an die Alliierte Militärregierung die Bitte um Erteilung der Genehmigung zur Gründung einer Christlich-Demokratischen Partei.
Der Kölner Bibliotheksdirektor Leo Schwering wurde zum Vorsitzenden der Programmkommission gewählt. Auch Warsch arbeitete seit Juni 1945 im sogenannten Kölner Kreis an der programmatischen Grundlage zur Parteigründung. Einen durchaus sozialistischen Charakter hatten die Programmideen des Kölner Gründerkreises der CDU, die „Kölner Leitsätze“. Warsch war seit dem 28. August 1945 Vorstandsmitglied der Partei im Rheinland. Zum Landesvorsitzenden wurde Schwering gewählt. Am 3. September 1945 wurde dann offiziell die Christliche Demokratische Partei (CDP) gegründet, am 16. Dezember 1945 umbenannt in CDU. Warsch gehörte zu den Mitgründern.
Viele Vorläuferorganisationen und Gründerkreise der CDU hatten im Frühsommer 1945 zum Teil deutlich sozialistische und sozialreformerische Tendenzen. Die Wende zur bürgerlichen und konservativen Partei vollzogen sie ab 1946, als Konrad Adenauer sichtbar in die Politik der Nachkriegszeit eingriff und nachdem sich die protestantisch geprägten norddeutschen CDU-Verbände organisiert hatten. Adenauer war Gegner solcher sozialistischer, sozialreformistischen Ideen und klar für eine feste Anbindung Deutschlands an den Westen. Nach der Wahl Adenauers zum CDU-Landesvorsitzenden am 5. Februar 1946 in Uerdingen machte kein Mitglied des Kölner Kreises noch politische Karriere.

#### Oberbürgermeister von Krefeld
Warsch wurde mit Wirkung vom 1. Juli 1945 als Beamter auf Widerruf bei der Stadt Krefeld, als Vertreter des Oberbürgermeisters wieder in den Dienst gestellt und führte für die Dauer seiner Wiederverwendung die Amtsbezeichnung Bürgermeister. Im Zuge der Einführung der kommunalen Doppelspitze durch die revidierte Deutsche Gemeindeordnung ernannten ihn die Britische Besatzungsbehörde am 28. Februar 1946 zum (ehrenamtlichen) Oberbürgermeister der Stadt Krefeld. Der bisherige hauptamtliche Krefelder Oberbürgermeister Johannes Stepkes hatte auf den Posten des Oberstadtdirektors zu wechseln.
Schwerpunkte von Warschs Amtszeit in Krefeld – neben dem allgemeinen Wiederaufbau – waren die Sicherung der kommunalen Finanzen, neue Industrie- und Gewerbeansiedlungen, aber auch Flüchtlingsfragen, die Versorgung der Kriegsopfer und die Behandlung der Kriegsgefangenen. Hinsichtlich der Entnazifizierung riet Warsch zu einem maßvollen Vorgehen, um nicht unnötig Gräben aufzureißen.
Nach Ernennung zum Regierungspräsidenten in Köln legte Warsch am 20. Februar 1947 sein Amt als Krefelder Oberbürgermeister nieder und wurde in der für denselben Tag einberufenen Stadtvertretung feierlich verabschiedet.

#### Regierungspräsident von Köln
Die Landesregierung von Nordrhein-Westfalen ernannte Warsch unter Zustimmung der Militärregierung zum Regierungspräsidenten in Köln. Warsch übernahm die Amtsgeschäfte am 23. Februar 1947 und wurde am 17. März von Landesinnenminister Walter Menzel offiziell in sein Amt eingeführt.
Warsch beklagte die Teilung der Rheinprovinz in zwei Teile, diese sei auf Dauer völlig untragbar, auch weil sie den Bezirk Köln von den Nachbarbezirken Koblenz und Trier abschneide. Eine der ersten vom neuen Regierungspräsidenten Warsch eingeleiteten Notmaßnahmen war die Wiederherstellung der Straßen und Brücken im Oberbergischen Kreis. Von sich reden machte der Regierungspräsident vor allem durch seinen vehementen Einsatz für die Rekultivierung des rheinischen Braunkohlengebietes. Das hierzu erlassene, im Entwurf von ihm selbst formulierte Gesetz über die Gesamtplanung im Rheinischen Braunkohlengebiet vom 25. April 1950 trägt den Spitznamen „Lex Warsch“. 1954 plante der Braunkohlenausschuss die Umsiedlung von Alt-Kaster in die Nähe von Gut Hohenholz, aber heftige Bürgerproteste sowie der Einsatz von Bürgermeister Franz Vosen und Warsch verhinderten diesen Plan. In der Folgezeit setzte er sich besonders für Rekultivierung und Aufforstung ein.
1951 wurde er Vorsitzender des deutschen Pappelvereins und der Nationalen Pappelkommission, Mitglied der Schutzgemeinschaft Deutscher Wald und des Volksbundes Deutsche Kriegsgräberfürsorge, ferner Präsident des Bezirksverbandes Köln der Deutschen Olympischen Gesellschaft und Mitglied des Kuratoriums der Deutschen Olympischen Gesellschaft in Frankfurt/Main.

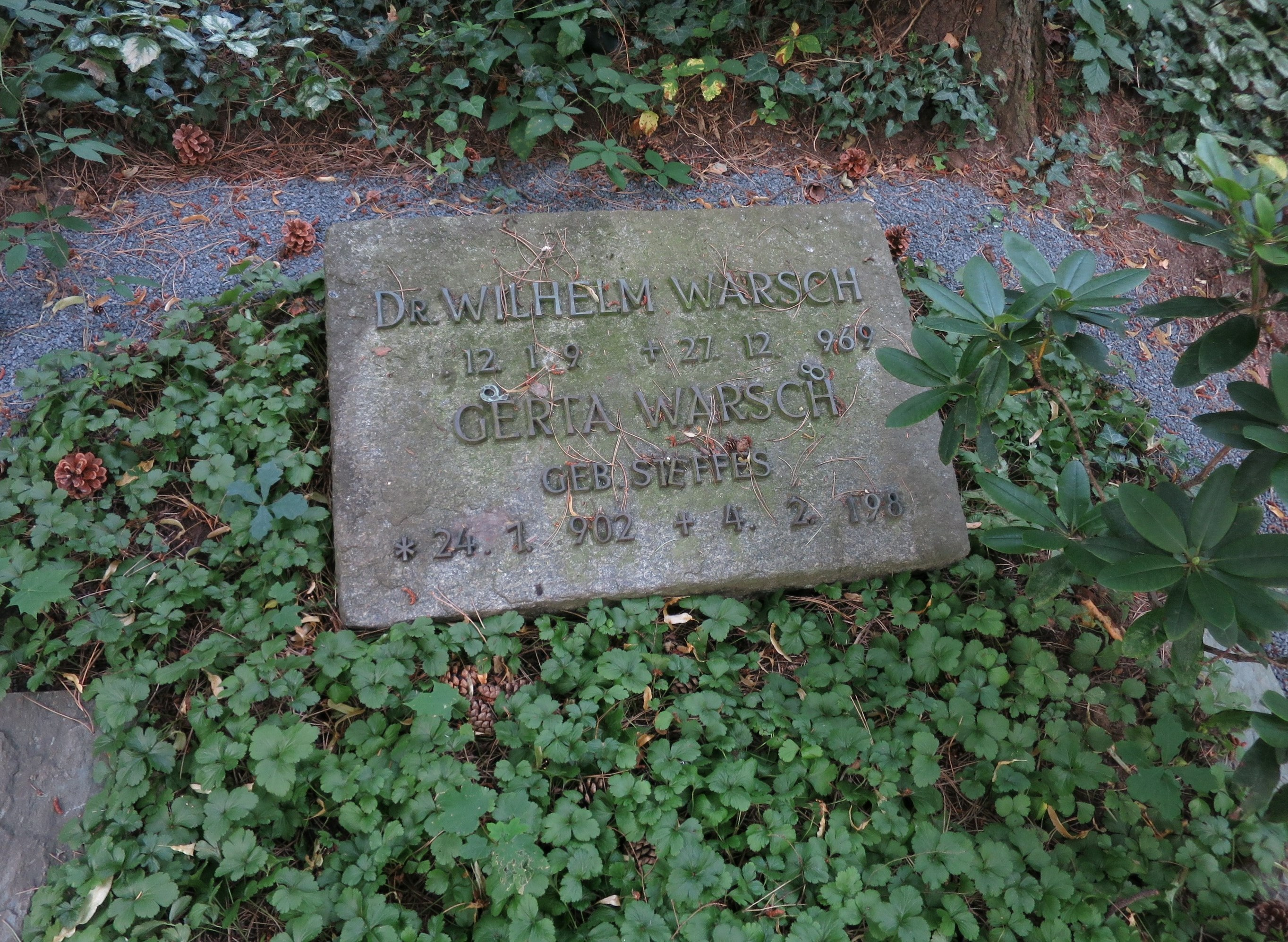
Grab auf dem Kölner Friedhof Melaten (2018)

Warsch erlitt Anfang 1956 einen Schlaganfall. Im Mai 1957 bat er aus gesundheitlichen Gründen um vorzeitige Versetzung in den Ruhestand, die durch die Landesregierung zum 1. Juli 1957 ausgesprochen wurde. Warsch verstarb 1969 im Alter von 74 Jahren und wurde auf dem Kölner Friedhof Melaten (Flur 6 (Q)) beigesetzt. Nach ihm ist in Zündorf und Kaster die Wilhelm-Warsch-Straße benannt.

## Ehrungen
- Verdienstorden der Bundesrepublik Deutschland, Großes Bundesverdienstkreuz (1957)
- Ehrenbürger der Rheinischen Friedrich-Wilhelms-Universität
- Ehrenbürger von Porz
- Ehrenbürger von Kaster
- 1952 Ritter des Ritterordens vom Heiligen Grab zu Jerusalem; zuletzt im Rang eines Komturs.